# Christoph Wilhelm von Werder
Christoph Wilhelm von Werder († 1695) war ein sachsen-merseburgischer Hofmarschall und Rittergutsbesitzer.

## Leben
Christoph Wilhelm von Werder entstammte dem Adelsgeschlecht von Werder und trat in den Dienst der Wettiner. Am Hof des Herzogs von Sachsen-Merseburg in Merseburg wurde er Marschall. Zu seinen Besitzungen gehörten die beiden Rittergüter Lössen und Zöllschen.
Als von Werder 1695 starb, wurde er in der Dorfkirche Lössen begraben und für ihn ein Epitaph errichtet. Es verfügt über ein Ovalbildnis, umgeben mit geschnitzten Wappen.

## Familie
Er heiratete Magdalena, Tochter von Wolf Dietrich Schick auf Reinsdorf, und in zweiter Ehe die Witwe von Hieronymus von Dieskau.